# Ramphotyphlops angusticeps
Espèce
Synonymes
- Typhlops angusticeps Peters, 1877
- Typhlops olivaceus reduncus Barbour, 1921

Statut de conservation UICN

 DD : Données insuffisantes
Ramphotyphlops angusticeps est une espèce de serpents de la famille des Typhlopidae.

## Répartition
Cette espèce est endémique des Salomon.

## Description
Cette espèce possède plus de 600 vertèbres.

## Publication originale
- Peters, 1877 : Herpetologische Notizen. I. Über die von Spix in Brasilien gesammelten Eidechsen des Königlichen NaturalienKabinets zu München. II. Bemerkungen über neue oder weniger bekannte Amphibien. Monatsberichte der Königlich Preussischen Akademie der Wissenschaften zu Berlin, vol. 1877, p. 407-415, 415-423 (texte intégral).